# 禁酒党
禁酒党（きんしゅとう。英語:Prohibition Party、PRO）は、アメリカの政党である。禁酒主義に基づき、アルコール飲料の販売や消費に反対する事が主な政治思想である。現存するアメリカの第三党の中では最も古い政党であり、禁酒運動の中心的存在であった。アメリカの主要政党になることは無かったが、19世紀後半には共和党の票を奪い、第三政党制における重要勢力だったこともある。1933年の禁酒法廃止後は急速に衰退した。

## 歴史

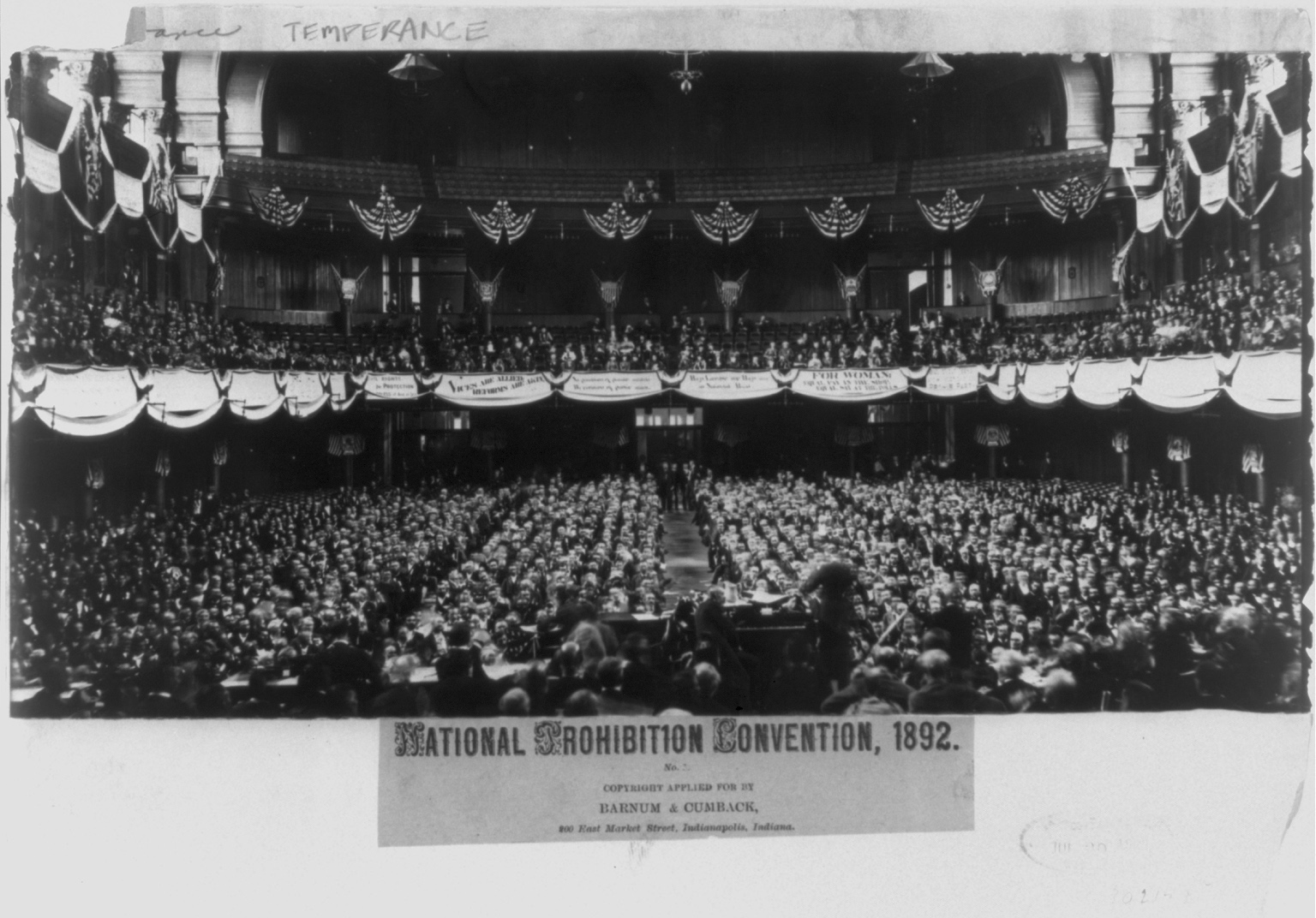
オハイオ州シンシナティにおける1892年全国大会

禁酒党は1869年に設立され、ミシガン州のジョン・ラッセルが初代全国委員長に就いた。その後、賛同者を増やし、各地の多くの郡で酒の製造および販売を禁止することに成功した。
同時に、そのイデオロギーは進歩主義的な見地にまで拡大した。1910年代には少数党ながら、カリフォルニア州第9選挙区選出下院議員・チャールズ・ランダルを、第64回、第65回、第66回議会に送り込んだ。フロリダ州の民主党員、シドニー・カッツは、1916年のフロリダ州知事選で民主党の予備選挙に負けた後、禁酒党から立候補して当選した（ただし、民主党員のままであった）。
禁酒党の最盛期は、酒の製造・販売・輸送・輸出入を禁止するアメリカ合衆国憲法修正第18条が1919年に可決されて以降のいわゆる「禁酒法時代」であった。
禁酒法時代、党は法の厳格な執行を求めた。例えば1928年アメリカ合衆国大統領選挙において、自党の候補者を立てずに共和党のハーバート・フーヴァーを支持することを検討したが、全国最高委員会は、4対3の投票結果で、自党のウィリアム・バーニーの候補者指名を決定した。これはフーヴァーの禁酒に対する姿勢が十分でないと感じていたからであった。禁酒党はフーヴァーが大統領に当選した後、より彼に批判的になった。1932年の選挙では、党委員長のデヴィッド・リー・コルヴィンが、「共和党の（禁酒法の廃止を支援する）ウエットな要綱は、フーヴァー氏がベネディクト・アーノルド以後、最大の裏切り者であることを示している」と声を張り上げた。フーヴァーは落選したものの、進歩主義のルーズヴェルトにより、1933年にアメリカ合衆国憲法修正第21条が可決され、禁酒法は廃止された。

### 衰退
党は禁酒法の廃止以降急速に勢力を失い、第二次世界大戦後はほぼ無名の存在となった。1977年に党名を「全国政治家党（National Statesman Party）」に改名した際、『タイム』は「党名変更しても風変わりな政治思想から脱却することは疑わしい」と示唆した。その後、1980年に元の党名に戻している。
それでも禁酒党は毎回大統領選挙の候補者を立てたが、得票数は回を重ねるごとに減少した。10万票を超えたのは1948年の選挙が最後であり、1万票を超えたのも1976年が最後である。2012年の選挙では僅か519票しか獲得することができなかった。

### 2003年の分裂
禁酒党は2003年に分裂した。前大統領候補のアール・ドッジが、コロラド州に全国禁酒党というライバル政党を設立し、ドッジは2003年8月に自宅の居間で指名委員会を8名で開催し、ライバル政党の大統領候補に指名された。
一方、ドッジのライバルたちは、2004年2月に、ジーン・アモンドソンを大統領候補に指名した。ドッジ派もアモンドソン派も、相手方の正統性を認めなかった。アモンドソンはルイジアナ州で禁酒党として立候補した。ドッジはコロラド州で禁酒党として立候補したが、アモンドソンは、同州で国民不安党（Concerns of People Party）の支持を受けドッジに対抗した。アモンドソンが全国で1944票を獲得したのに対し、ドッジは140票しか獲得できなかった。
2007年12月にドッジが死んだとき、ドッジ派は大統領候補者が決まっていなかった。2008年春、ドッジ派はアモンドソンを大統領候補に指名したが、副大統領候補には、自派閥のハワード・リディックを指名した。
また、この2つの派閥は、1930年にジョージ・ペノックが禁酒党に寄付した金（毎年約8000ドルが支払われることになっている）を巡って争っている。

## 選挙結果

### 大統領選挙
禁酒党は、1872年以来、毎回大統領候補を立てており、民主党と共和党に次ぐ最も歴史のあるアメリカの政党である。
| 禁酒党全国大会および大統領選挙結果 |      |                                                                |                      |                                              |                                                                                       |         |
| 年                                 | 回   | 開催地                                                         | 日付                 | 大統領候補                                   | 副大統領候補                                                                          | 票      |
| 1872                               | 1    | オハイオ州コロンバス、コムストック・オペラハウス               | 1872年2月22日        | ジェームズ・ブラック(ペンシルベニア)         | ジョン・ラッセル(ミシガン)                                                            | 2,100   |
| 1876                               | 2    | オハイオ州クリーブランド、ハレズホール                         | 1876年5月17日        | グリーン・クレイ・スミス (ケンタッキー)      | ギデオン・スチュワート(オハイオ)                                                      | 6,743   |
| 1880                               | 3    | クリーブランド、ハレズホール                                   | 1880年6月17日        | ニール・ダウ(メイン)                         | ヘンリー・アダムス・トンプソン(オハイオ)                                              | 9,674   |
| 1884                               | 4    | ペンシルベニア州ピッツバーグ、ラファイエットホール             | 1884年7月23-24日     | ジョン・セント・ジョン(カンザス)             | ウィリアム・ダニエル(メリーランド)                                                    | 147,520 |
| 1888                               | 5    | インディアナ州インディアナポリス、トムリンソンホール           | 1888年5月30-31日     | クリントン・フィスク(ニュージャージー)       | ジョン・ブルックス(ミズーリ)                                                          | 249,813 |
| 1892                               | 6    | オハイオ州シンシナティ、ミュージックホール                     | 1892年6月29-30日     | ジョン・ビッドウェル(カリフォルニア)         | ジョン・クランフィル(テキサス)                                                        | 270,770 |
| 1896                               | 7    | ピッツバーグ、エクスポジションホール                           | 1896年5月27-28日     | ヨシュア・リーバーリング(メリーランド)       | ヘイル・ジョンソン(イリノイ)                                                          | 125,072 |
| 1896                               | [7]  | ピッツバーグ                                                   | 1896年5月28日        | チャールズ・ユージン・ベントレー(ネブラスカ) | ジェームズ・サウスゲート(ノースカロライナ)                                            | 19,363  |
| 1900                               | 8    | イリノイ州シカゴ、ファーストレジメントアーマリー               | 1900年6月27-28日     | ジョン・ウーレイ(イリノイ)                   | ヘンリー・メトコルフ(ロードアイランド)                                                | 209,004 |
| 1904                               | 9    | インディアナポリス、トムリンソンホール                         | 1904年6月29日-7月1日 | サイラス・スワロー(ペンシルベニア)           | ジョージ・ワシントン・キャロル(テキサス)                                              | 258,596 |
| 1908                               | 10   | コロンバス、メモリアルホール                                   | 1908年7月15-16日     | ユージン・チャフィン(イリノイ)               | アーロン・ワトキンス(オハイオ)                                                        | 252,821 |
| 1912                               | 11   | ニュージャージー州アトランティックシティ、広い仮設桟橋         | 1912年7月10-12日     | ユージン・チャフィン(イリノイ)               | アーロン・ワトキンス(オハイオ)                                                        | 207,972 |
| 1916                               | 12   | ミネソタ州セントポール                                         | 1916年7月19-21日     | フランク・ハンリー(インディアナ)             | アイラ・ランドリス(テネシー)                                                          | 221,030 |
| 1920                               | 13   | ネブラスカ州リンカーン                                         | 1920年7月21-22日     | アーロン・ワトキンス(オハイオ)               | レイ・コルビン(ニューヨーク)                                                          | 188,685 |
| 1924                               | 14   | コロンバス、メモリアルホール                                   | 1924年6月4-6日       | ハーマン・ファリス(ミズーリ)                 | マリー・ブレヘム(カリフォルニア)                                                      | 54,833  |
| 1928                               | 15   | シカゴ、ホテル・ラサール                                       | 1928年7月10-12日     | ウィリアム・バーニー(ニューヨーク)           | ジェームズ・エドガートン                                                              | 20,095  |
| 1928                               | [15] | [カリフォルニアチケット]                                       |                      | ハーバート・フーヴァー (カリフォルニア)      | チャールズ・カーティス (カンザス)                                                     | 14,394  |
| 1932                               | 16   | インディアナポリス、キャンドル・タバーナクル                   | 1932年7月5-7日       | ウィリアム・アップショー(ジョージア)         | フランク・リーガン (イリノイ)                                                         | 81,916  |
| 1936                               | 17   | ニューヨーク州ナイアガラフォールズ、ステイト・アーマリー・ビル | 1936年5月5-7日       | レイ・コルビン(ニューヨーク)                 | アルビン・ヨーク(テネシー) (辞退); クロード・ワトソン(カリフォルニア)                 | 37,667  |
| 1940                               | 18   | シカゴ                                                         | 1940年5月8-10日      | ロジャー・バブソン(マサチューセッツ)         | エドガー・ムーマン(イリノイ)                                                          | 58,743  |
| 1944                               | 19   | インディアナポリス                                             | 1943年11月10-12日    | クロード・ワトソン(カリフォルニア州)         | フロイド・キャリアー(メリーランド) (撤回); アンドリュー・ジョンソン(ケンタッキー)     | 74,735  |
| 1948                               | 20   | インディアナ州ウイノナ・レイク                                 | 1947年6月26-28日     | クロード・ワトソン(カリフォルニア)           | デイル・ラーン(ペンシルベニア)                                                        | 103,489 |
| 1952                               | 21   | インディアナポリス                                             | 1951年11月13-15日    | スチュアート・ハンブレン(カリフォルニア)     | エノク・ホルトウィック(イリノイ)                                                      | 73,413  |
| 1956                               | 22   | インディアナ州マイルフォード、キャンプ・マック                 | 1955年9月4-6日       | エノク・ホルトウィック(イリノイ)             | ハーバート・ホルドリッジ(カリフォルニア) (撤回); エドウィン・クーパー(カリフォルニア) | 41,937  |
| 1960                               | 23   | ウイノナ・レイク、ウェストミンスターホテル                     | 1959年9月1-3日       | ラザフォード・デッカー(ミズーリ)             | ハロルド・マン(ミシガン)                                                              | 46,193  |
| 1964                               | 24   | シカゴ、ピック・コングレス・ホテル                             | 1963年8月26-27日     | ハロルド・マン(ミシガン)                     | マーク・ショウ(マサチューセッツ)                                                      | 23,266  |
| 1968                               | 25   | ミシガン州デトロイト、YWCA                                     | 1968年6月28-29日     | ハロルド・マン(ミシガン)                     | ローランド・フィッシャー(カンザス)                                                    | 14,915  |
| 1972                               | 26   | カンザス州ウィチタ、ナザレ教会                                 | June 24–25, 1971     | ハロルド・マン(ミシガン)                     | マーシャル・アンキャファー(カンザス)                                                  | 12,818  |
| 1976                               | 27   | コロラド州ホイート・リッジ、ベス・エデン・バプテスト教会       | 1975年6月26-27日     | ベンジャミン・ブーバー(メイン)               | アール・ドッジ(コロラド)                                                              | 15,934  |
| 1980                               | 28   | アラバマ州バーミングハム、モーテル・バーミングハム             | 1979年6月20-21日     | ベンジャミン・ブーバー(メイン)               | アール・ドッジ(コロラド)                                                              | 7,212   |
| 1984                               | 29   | ノースダコタ州マンダン                                         | 1983年6月22-24日     | アール・ドッジ(コロラド)                     | ウォーレン・マーティン(カンザス)                                                      | 4,242   |
| 1988                               | 30   | イリノイ州スプリングフィールド、ヘリテージハウス               | 1987年6月25-26日     | アール・ドッジ(コロラド)                     | ジョージ・オルムズビー(ペンシルベニア)                                                | 8,002   |
| 1992                               | 31   | ミネソタ州ミネアポリス                                         | 1991年6月24-26日     | アール・ドッジ(コロラド州)                   | ジョージ・オルムズビー(ペンシルベニア)                                                | 935     |
| 1996                               | 32   | コロラド州デンバー                                             | 1995年               | アール・ドッジ(コロラド)                     | レイチェル・ブーバー・ケリー(メイン)                                                  | 1,298   |
| 2000                               | 33   | ペンシルベニア州バード・イン・ハンド                           | 1999年6月28-30日     | アール・ドッジ(コロラド州)                   | ディーン・ワトキンス(アリゾナ)                                                        | 208     |
| 2004                               | 34   | テネシー州フェアフィールド・グレイド                           | 2004年2月1日         | ジーン・アモンドソン(ワシントン)             | リロイ・プレッテン(ミシガン)                                                          | 1,944   |
| 2004                               | [34] | コロラド州レイクウッド                                         | 2003年8月            | アール・ドッジ(コロラド)                     | ハワード・リディック(テキサス)                                                        | 140     |
| 2008                               | 35   | インディアナポリス、アダムスマークホテル                       | 2007年9月13-14日     | ジーン・アモンドソン(ワシントン)             | リロイ・プレッテン(ミシガン)                                                          | 643     |
| 2012                               | 36   | アラバマ州カルマン、ホリデイ・イン・エクスプレス               | 2011年6月20-22日     | ジャック・フェリュー(ウエストバージニア)     | トビー・デイビス(ミシシッピ)                                                          | 519     |

### 当選した人物

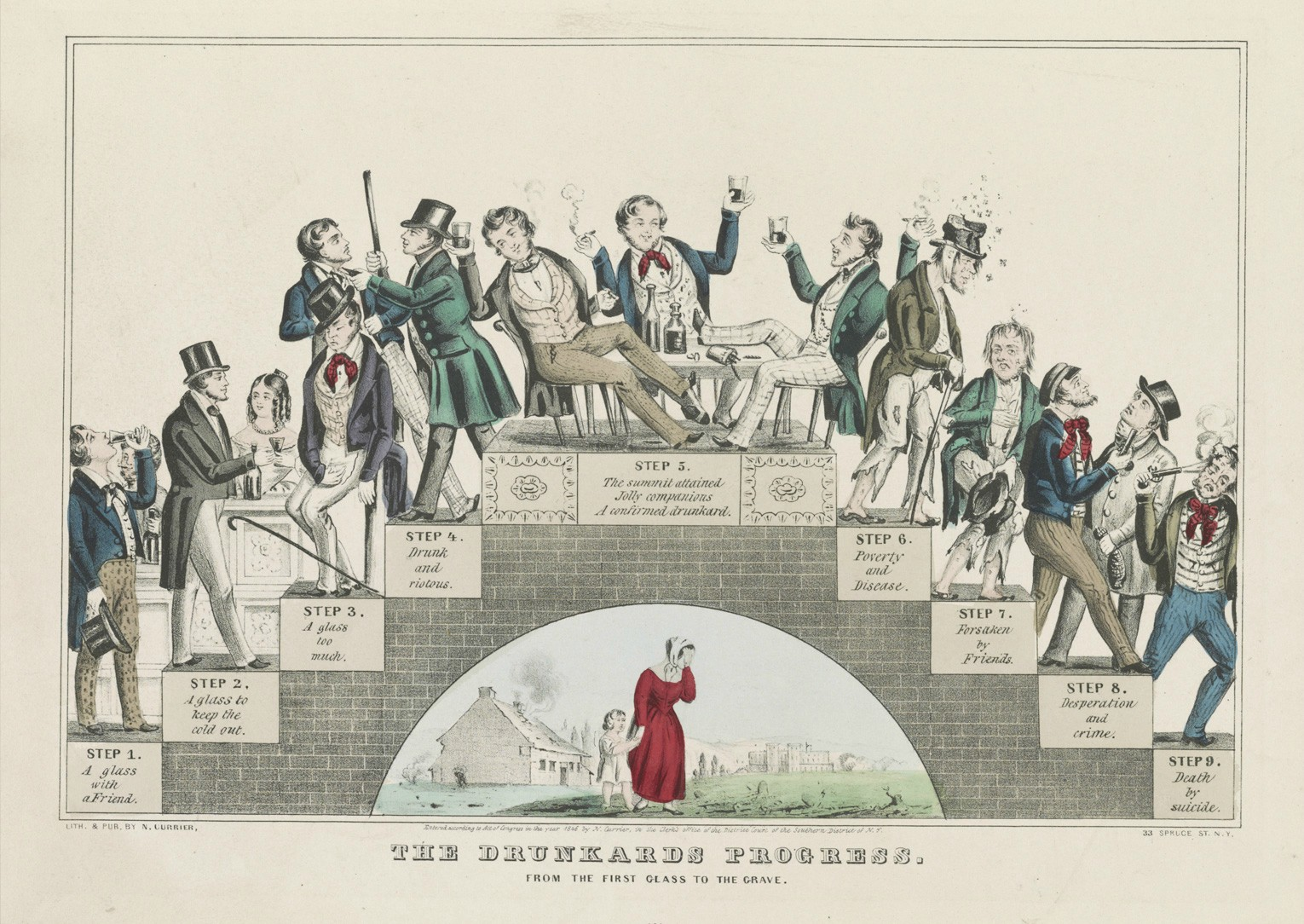
大酒飲みの進歩。禁酒運動を支援していたナザニエル・カリヤー作のリトグラフ。1846年1月。

- シドニー・カッツ（英語版） – フロリダ州知事(1917–1921)
- チャールズ・ハイラム・ランダル（英語版） – カリフォルニア州下院議員(1911–12)およびアメリカ合衆国下院議員（カリフォルニア州第9選挙区）(1915–21)
- スザンナ・ソルター（英語版） – カンザス州アーゴニア（英語版）市長(1887): アメリカ合衆国最初の女性市長
- ジェイムズ・ヘッジ（英語版） – ペンシルベニア州トンプソン郡区（英語版）の租税査定人 (2002–2007)[13]。21世紀で唯一、禁酒党から公職に就いた人物。